# Curtonotum neoangustipenne
Curtonotum neoangustipenne är en tvåvingeart som beskrevs av Dwivedi och Gupta 1979. Curtonotum neoangustipenne ingår i släktet Curtonotum och familjen Curtonotidae. Inga underarter finns listade i Catalogue of Life.